# Dangerous Toys
Dangerous Toys est un groupe américain de rock, originaire d'Austin, au Texas, avec des paroles souvent humoristiques. Formé en 1987, Dangerous Toys sort quatre albums studio et un album live avant de se séparer officieusement au tournant du millénaire. 
Le groupe connait un succès grand public avec son premier album Dangerous Toys (1989), qui présente les singles Teas'n, Pleas'n et Scared, et est certifié disque d'or par la RIAA cinq ans après sa sortie. Leurs deux albums suivants, Hellacious Acres (1991) et Pissed (1994), n'ont pas autant de succès que le premier album éponyme, mais sont également acclamés. Bien qu'ils n'aient rien sorti depuis leur quatrième album studio The R*tist 4*merly Known as Dangerous Toys (1995), Dangerous Toys continue à se produire en live au fil des années.

## Histoire

### Débuts et premiers albums (1987–1991)
Dangerous Toys est formé en octobre 1987. Jason McMaster de Watchtower est invité par Tim Trembley à rejoindre son groupe, Onyxx, en tant que chanteur. Onyxx comprend Scott Dalhover (guitare), Mark Geary (batterie) et Mike Watson (basse).
En 1988, sous le nom de Dangerous Toys, le groupe est signé chez Columbia Records, après qu'un représentant du label les ait signés en mars chez South by Southwest. Peu de temps après, Tim Trembley quitte le groupe et ils se retrouvent sans deuxième guitariste. Sur leur premier album éponyme, produit par Max Norman (Megadeth, Ozzy Osbourne), Scott Dalhover joue tous les morceaux de guitare. Peu de temps avant sa sortie, le guitariste Danny Aaron le rejoint ; bien qu'il ne joue pas sur l'album, il apparaît sur la couverture arrière. Sorti en mai 1989, Dangerous Toys donne au groupe sa percée majeure, culminant à la 65e place du Billboard 200, recevant la certification or par la RIAA,, et les singles Teas'n Pleas'n. et Scared bénéficiant d'une forte rotation sur Headbangers Ball de MTV. Dangerous Toys fait une tournée mondiale pour soutenir l'album en 1989 et 1990, se produisant dans les clubs, les arènes et les amphithéâtres avec des groupes tels que The Cult, LA Guns, Stryper, Faster Pussycat, The Almighty, Bonham et Junkyard,,.
Dangerous Toys contribue également à une chanson sur la bande originale du film Shocker de Wes Craven de 1989, Demon Bell (The Ballad of Horace Pinker).
En 1991, leur deuxième album, Hellacious Acres, sort. Il est produit par Roy Thomas Baker, qui avait produit des albums pour plusieurs grands groupes de rock (The Cars, Queen, Journey), et présentait les singles Sticks and Stones et Line 'Em Up ; des vidéos sont tournées pour eux deux et sont diffusées sur Headbangers Ball. Cependant, les singles ne sont pas classés et l'album n'a pas eu autant de succès que le premier album éponyme, terminant à la 67e place du classement Billboard 200. Peu de temps après s'être lancé dans la tournée Operation Rock and Roll avec Judas Priest, Alice Cooper, Motörhead et Metal Church, Dangerous Toys est renvoyé de Colombie.

### Changements de line-up et deux autres albums (1992–1998)
En 1992, le guitariste Danny Aaron quitte le groupe et est remplacé par Kevin Fowler. Fowler n'a jamais joué sur un album de Dangerous Toys, mais il fait une tournée avec le groupe - se produisant dans plus de 200 concerts en 1993. En janvier 1994, Paul Lidel de Dirty Looks, un groupe de hard rock originaire d'Érié, en Pennsylvanie, remplace Fowler.
Le troisième album de Dangerous Toys, Pissed (DMZ/Dos/Antones aux États-Unis, Bullet Proof en Europe), sorti en 1994, est plein de colère refoulée, de bile et de venin. Les paroles et l'attitude du groupe sont devenues plus dures et la musique avait un ton plus sombre, avec des titres de chansons comme Loser et Hard Luck Champion. En 1994, juste après avoir terminé l'enregistrement de l'album Pissed, le bassiste Mike Watson est remplacé par Michael Hannon de Salty Dog (Geffen). Hannon tourne avec le groupe, se produisant dans plus de 200 concerts en 1994 et 1995.
Après la tournée, Hannon part, alors Jason McMaster joue de la basse en plus d'être le chanteur principal. Le groupe envisage de changer de nom, mais s'en est tenu à Dangerous Toys, se moquant même de leur nom sur le titre de leur quatrième (et dernier) album studio à ce jour ; The R-tist 4-merly Known as Dangerous Toys (DMZ/Dos/Antones, 1995). L'humour se retourne contre lui : la réaction des fans n'est pas favorable et l'album se vend à peine.

### Années ultérieures (depuis 1999)
En 1999, Dangerous Toys sort un album live, Vitamins and Crash Helmets Tour-Live Greatest Hits (Deadline/Cleopatra). Après cela, l'activité du groupe ralentit.
Le chanteur Jason McMaster se produit dans divers groupes de rock basés à Austin, notamment Sad Wings, Capricorn USA et Broken Teeth, un groupe formé en 1999 avec le guitariste de Dangerous Toys, Paul Lidel. Lidel quitte Broken Teeth en 2006, puis écrit et joue désormais avec Adrenaline Factor, Jokerville, 99 Crimes et Scream Therapy. Lidel est également professeur de musique qui forme de futures rockstars de la guitare. Le batteur Mark Geary et le bassiste Mike Watson enregistrent et se produisent dans un groupe de heavy metal basé à Austin appelé Proof of Life.
En 2001, ils donnent quelques concerts dans leur ville natale d'Austin, au Texas, et à Tokyo, au Japon, rejoints par leur bassiste d'origine, Mike Watson. Ils se réunissent pour une autre série de concerts à Austin et Tokyo en février 2003, à Austin en mai 2005 et au Bat Fest (un événement annuel à Austin) avec Rhino Bucket en septembre 2006. Des parties de l'émission de 2006 sont enregistrées et initialement destinées à être publiées sous le titre XX, un CD/DVD rétrospectif de 20 ans de carrière. Le projet XX est reporté à la mi-2007. Selon certaines rumeurs, le groupe travaillerait également sur un nouvel album pendant cette période, mais rien n'en sort.
En 2006, Teas'n, Pleas'n est repris par Shadows Fall sur leur compilation Fallout from the War, avec le chanteur de Toys, Jason McMaster. En 2007, Dangerous Toys enregistre une reprise de la chanson à succès de Lynyrd Skynyrd, Simple Man, pour An All Star Tribute to Lynyrd Skynyrd (Deadline/Cleopatra). Toujours en 2007, ils interprètent un court set inopiné à la fin d'un concert mettant en vedette les groupes actuels du membre (Adrenaline Factor, Proof of Life et Broken Teeth). En 2008, ils donnent quelques concerts. Le plus remarquable est le concert du 20e anniversaire à Austin, Texas, le 8 novembre, avec tous les membres originaux du groupe,,.
En mars 2012, McMaster épouse la photographe Kate Patten lors d'une cérémonie privée à West Hollywood, en Californie. En 2017, il est annoncé que Dangerous Toys avait signé un accord avec EMP Label Group, le label du bassiste de Megadeth, David Ellefson, pour rééditer des versions remasterisées de plusieurs sorties du catalogue du groupe, notamment Pissed, The R-tist 4-merly Known as Dangerous Toys, et XX : Live. Pissed est réédité le 8 septembre 2017 sur Vinyle et CD,.
Bien qu'il ne s'agisse pas d'un groupe permanent à plein temps, Dangerous Toys est toujours actif depuis 2022, donnant au moins un concert chaque année. McMaster avait déclaré lors d'interviews qu'il n'y aurait pas de nouveau album sous le nom de Dangerous Toys, mais ne l'exclurait jamais,,,.
Malgré les déclarations précédentes de McMaster, le guitariste de Dangerous Toys, Scott Dalhover, révèle sur sa page Facebook en septembre 2018 qu'il travaillait avec lui sur des démos pour ce qui sera le cinquième album studio du groupe. Lors de leur prestation au festival Rocklanta à Atlanta le 30 mars 2019, ils interprètent leur première chanson en 24 ans Hold Your Horses. Interrogé en juin 2022 sur le statut du nouvel album de Dangerous Toys, le guitariste Paul Lidel déclare : « Je suis vraiment enthousiasmé par les nouvelles chansons de Dangerous Toys ! Je pense qu'elles ont l'ambiance du premier album de Dangerous Toys, avec en quelque sorte Van Halen rencontre Aerosmith, rencontre ZZ Top aussi. L'enregistrement a commencé mais avance très lentement à cause de la logistique. Tout le monde vit loin l'un de l'autre.

## Membres

### Membres actuels
- Jason McMaster - chant (depuis 1987), basse (1995-2001)
- Paul Lidel - guitare rythmique (depuis 1994)
- Scott Dalhover - guitare solo (depuis 1987)
- Mike Watson - basse (1987-1994, depuis 2001)
- Mark Geary - batterie (depuis 1987)

### Anciens membres
- Tim Trembly - guitare solo (1987-1988)
- Danny Aaron - guitare solo (1989-1992)
- Kevin Fowler - guitare solo (1992-1994)
- Michael Hannon - basse (1994-1995)

## Discographie

### Albums studio
| Année | Titre                                      | Étiquette   | Tableau des albums d'affichage position maximale | Semaines sur le graphique | RIAA certification |
| ----- | ------------------------------------------ | ----------- | ------------------------------------------------ | ------------------------- | ------------------ |
| 1989  | Dangerous Toys                             | Columbia    | 65                                               | 36                        | Or                 |
| 1991  | Hellacious Acres                           | Columbia    | 67                                               | 9                         | —                  |
| 1994  | Pissed                                     | DOS Records | —                                                | —                         | —                  |
| 1995  | The R*tist 4*merly Known as Dangerous Toys | DMZ Records | —                                                | —                         | —                  |

### Albums live
- 1999 : Vitamins and Crash Helmets Tour – Greatest Hits Live (Cleopatra)

### Compilations
- 2004 : The Ultimate Dangerous Toys – Sleaze Metal Kings from Texas (Deadline)
- 2020 : Dangerous Toys – Greatest Tricks